# Xenia membranacea
Xenia membranacea is een zachte koraalsoort uit de familie Xeniidae. De koraalsoort komt uit het geslacht Xenia. Xenia membranacea werd in 1896 voor het eerst wetenschappelijk beschreven door Schenk. 